# Малая свистящая утка
Малая свистящая утка, или индийская свистящая утка, или малая древесная утка (Dendrocygna javanica) — вид свистящей или древесной утки.

## Внешний вид
Птица окрашена в коричневые тона, светлые на теле и шее и заметно более тёмные на крыльях. Ноги длинные и тёмные, так же как и клюв.

## Распространение

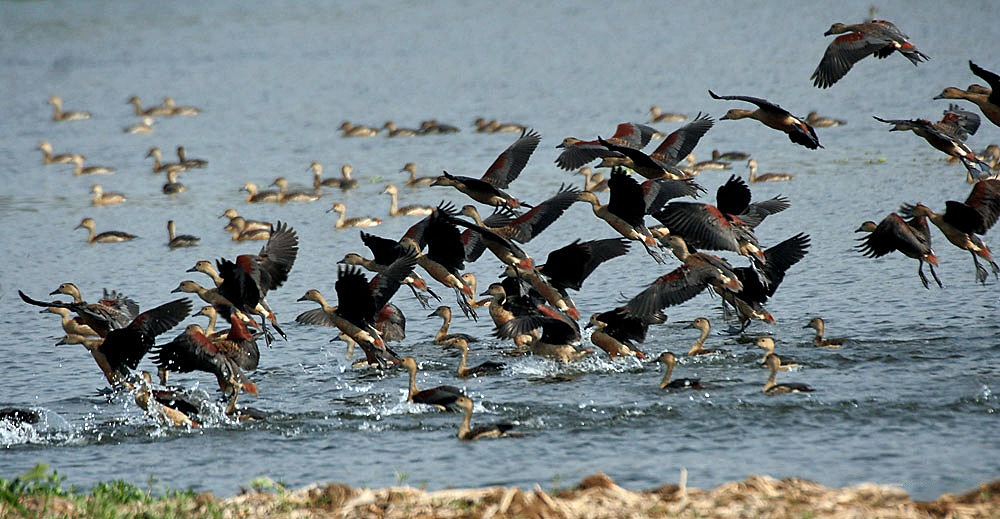
Стая уток в Калькутте.

Эти утки встречаются в пресноводных водоёмах от Пакистана на западе до островов Индонезии на востоке. А именно в Индии, Непале, Шри-Ланке, Бангладеш, Мьянме, Таиланде, Малайзии, Сингапуре, на юге Китая, во Вьетнаме.
Глобальная популяция оценивается в число от 2 до 20 миллионов особей.
Птицы предпочитают группироваться в большие стаи, где могут насчитываться до нескольких тысяч особей. Они селятся в дыры в стволе деревьев, в старых гнёздах других птиц, либо на низких ветках. Откладывают 6—12 яиц.